# Medio Cudeyo
Medio Cudeyo – gmina w Hiszpanii, w prowincji Kantabria, w Kantabrii, o powierzchni 26,78 km². W 2011 roku gmina liczyła 7571 mieszkańców.